# El que no fue invitado
El que no fue invitado es el décimo episodio de la primera temporada de los Thunderbirds, serie de televisión de Gerry Anderson para Supermarionation fue el 5.º episodio producido. El episodio salió al aire primero en ATV Midlands el 2 de diciembre de 1965. Fue escrito por Alan Fennell y dirigido por Desmond Saunders.

## Sinopsis
Después de que lo derribaran combatientes enemigos, Scott Tracy es tratado por unos exploradores en el Desierto del Sahara. ¿Pero cuándo sus rescatadores se encuentran en problemas, Scott puede devolver el favor mientras resuelve el misterio de la letal tribu de Comando Dyn?

## Argumento
Después de contestar una llamada por un incendio en Tokio dónde la ayuda de Rescate Internacional no fue necesitada después de todo, Scott está regresando a la Isla Tracy cuando el Thunderbird 1 es repentinamente atacado por un escuadrón de combatientes no identificados. Scott trata de evadirlos pero es alcanzado por los disparos. Se estrella en el Desierto del Sahara y el impacto hace que Scott se golpee la cabeza contra los mandos de su nave y queda inconsciente. Entretanto, el piloto líder de los combatientes, vistiendo un traje exótico con el símbolo de una “Z” en su casco, informa del exitoso ataque en un idioma extraño. En la Isla Tracy, Jeff trata de comunicarse con su hijo pero no puede. Tin-Tin llora desconsolada. En el desierto, Scott recobra el sentido y trata de llamar a la base pero la radio no sirve. Abre su ventanilla para ver donde se encuentra y solo ve pura arena. Aún aturdido por el golpe, Scott vuelve a desmayarse.
Mientras tanto, dos arqueólogos, Wilson y Lindsay, están regresando después de una expedición infructuosa en el desierto cuando se encuentran con el Thunderbird 1 derribado. Reconociendo el logo de Rescate Internacional, detienen su jeep todo terreno y remolque y descubren a Scott desmayado en la ventanilla. Ellos tratan sus lesiones y llaman a la organización informando su ubicación y el estado de Scott. El Thunderbird 2 llega y se preparan para acampar. Durante la noche, Brains le dice a un convaleciente Scott que ha reparado la radio, mientras Wilson revela que él y Lindsay están en una misión para encontrar la pirámide perdida del faraón egipcio Comando Dyn (Khamandides en inglés) hasta que decidieron que sus esfuerzos eran inútiles. Algunas personas decían haber visto la pirámide mientras otros creyeron que era simplemente un espejismo. El equipo de Rescate Internacional regreso a la Isla Tracy por la mañana.
Después, Wilson y Lindsay prepararon el regreso de su expedición, pero la frustración consigue cambiar el humor de Wilson. Manejando demasiado rápido, él causa que la unión entre su camión y el remolque se rompa. El remolque cae por un barranco y explota, la tarde reacción de los hombres provoca la destrucción de casi todos sus suministros. Lindsay admite tímidamente que también guardó su radio en el remolque, sólo para que Wilson la descubra prácticamente intacta en la arena. Sin embargo, los circuitos internos estaban tan dañados que no les permitió llamar a su base. Para empeorarlo todo no tenían suficiente agua, una radio descompuesta y el combustible solo les duraría para 50 millas más. Wilson sugiere que ellos viajen a un oasis a 40 millas al norte, pero su última esperanza de supervivencia se termina cuando sólo llegan para encontrarlo seco.
A bordo del Thunderbird 5 la estación espacial, Alan Tracy ha relevado a John como el vigilante en la estación espacial. Su equipo recoge una llamada de auxilio de Wilson, pero su radio se corta al final antes de que él pueda responder y pueda pedirles detalles a los exploradores. En la Isla Tracy, Virgil identifica la voz como uno de los hombres. Jeff manda a Scott en el Thunderbird 1 para acudir a su ayuda.
En el desierto, un Lindsay delirante descubre un objeto misterioso en el horizonte que resulta ser la pirámide perdida que ellos vinieron a buscar originalmente. Preguntándose si un campamento de una tribu nómada podría proporcionarles agua, los hombres alcanzan la pirámide con su suministro de combustible menguando pero encuentran el área abandonada. Mientras Lindsay descifra los jeroglíficos escritos en la construcción (que habla de la Fuente de la Vida Eterna) un bloque se alza y revela una entrada a la pirámide. Atraídos por el sonido del agua corriendo y el esplendor de la tumba del Rey, Wilson y Lindsay no notan que la puerta se cierra detrás de ellos. Para su horror, ellos tropiezan con el esqueleto del último visitante de la pirámide, pero su esperanza se restaura cuando ellos localizan la Fuente Eterna.
Entretanto, Scott ha seguido las huellas del vehículo al lado de la pirámide y ha aterrizado el Thunderbird 1. Confundido por qué las huellas de los exploradores acaban en una pared sólida, la entrada se abre de nuevo para Scott pase. Adentro oye las voces jubilosas de Wilson y Lindsay que han descubierto el escondite del tesoro del faraón, pero cuando Scott llega para ayudar, un Lindsay enloquecido lo acusa de intentar robar sus riquezas y le dispara al comunicador de Scott. Un tiroteo entre él y Lindsay sucede y Scott se cubre con la estatua del faraón. Sin embargo es desarmado y justo cuando Lindsay se prepara para matarlo, Scott se salva por la llegada de dos hombres que llevan un logotipo en forma de “Z” en sus frentes. Uno de ellos dispara al arma de Lindsay quitándola de su mano, golpeándolo y dejándolo inconsciente. Scott y Wilson son detenidos por los extraños y los llevan a lo más profundo de la pirámide en un teleférico. En la Isla Tracy, Jeff está angustiado por la falta de comunicación con Scott y manda a Virgil y Gordon a bordo del Thunderbird 2 para investigar.
A bordo del monorriel, los prisioneros y sus captores viajan encima de una refinería subterránea dónde Scott y Wilson son testigos de como unos hombres con máscaras protectoras manipulan un muy tóxico y explosivo gas para repostar unos aviones de combate, que resultan ser aquellos que previamente derribaron a Scott. En el cuarto del mando, el líder Comando Dyn es informado de la presencia de una nave, el Thunderbird 2 y ordena disparar una ronda de proyectiles contra él. Sin embargo, Wilson golpea al guardia que los vigila provocando una confusión. Scott recoge el arma y dispara, matando a varios de los zombites y destruyendo el panel de control. Los proyectiles son disparados de la pirámide pero detonan justo antes de que el Thunderbird 2 pase, alertando a Virgil y Gordon.
Uno de los Zombites suena la alarma, Wilson enciende el monorriel de regreso mientras Scott continúa disparando a los enemigos a través de la puerta. Atravesando la refinería, Scott mata uno de los obreros haciendo que golpee una palanca y libere el gas mortal en el cuarto. Notando que la explosión es inminente, Scott le insta a Wilson que acelere pero el monorriel ya está corriendo a la velocidad máxima. Lindsay recobra la conciencia y Scott le dice que necesitarán correr por sus vidas.
Los Zombites supervivientes se ahogan y mueren por el gas, Scott, Wilson y Lindsay alcanzan la salida y Scott le advierte a Virgil que no aterrice y se aleje inmediatamente del lugar ya que la pirámide va a volar en pedazos.
El último de los Zombites muere y la pirámide explota. Mientras el Thunderbird 1 se aleja, Wilson y Lindsay contemplan la explosión. Scott informa que la pirámide perdida de Khamandides está ahora para siempre perdida mientras los arqueólogos agradecen a Rescate Internacional por salvarlos.

## Reparto

### Reparto de voz regular
- Jeff Tracy — Peter Dyneley
- Scott Tracy — Shane Rimmer
- Virgil Tracy — David Holliday
- Alan Tracy — Matt Zimmerman
- Gordon Tracy — David Graham
- John Tracy — Ray Barrett
- Abuela Tracy — Christine Finn
- Brains — David Graham
- Tin-Tin Kyrano — Christine Finn

### Reparto de voz invitado
- Líder de vuelo de Comando Dyn — David Graham
- Wilson — Ray Barrett
- Lindsey — Matt Zimmerman
- Guardia de Comando Dyn — Ray Barrett
- Líder de Comando Dyn — David Graham
- Controlador de Comando Dyn — Matt Zimmerman

## Equipo principal
Los vehículos y equipos vistos en el episodio son:
- Thunderbird 1
- Thunderbird 2 (llevando la Vaina 6)
- Thunderbird 3
- Thunderbird 5
- Jeep del Desierto

## Errores
- Cuando Tin-Tin reacciona a la alarma por el accidente de Scott, la mano de un titiritero puede verse al fondo de la pantalla cuando ella se levanta de su asiento.
- Mientras se prepara para relevar a John en el Thunderbird 5, Alan se está cambiando entre su llegada en el Thunderbird 3 y su entrada en el elevador para subir al cuarto de mando: primero lleva un traje púrpura, después una camisa verde a cuadros y pantalones color crema.
- Scott que va con Alan en el Thunderbird 3 lleva un traje amarillo y camisa anaranjada, pero cuando regresa a la Isla Tracy lleva una camisa azul de cuello redondo y chaqueta a cuadros.
- Los símbolos en las paredes del cuarto de control de Comando Dyn son imágenes del espejo de las señales en sus cascos.